# Feux rouges
Pour les articles homonymes, voir Feux rouges (homonymie).
Feux rouges est un roman policier de Georges Simenon paru en 1953.
Simenon achève son écriture le 14 juillet 1953 à Shadow Rock Farm, Lakeville (Connecticut), aux États-Unis.

## Résumé
Steve, qui souffre de la réussite professionnelle de sa femme, de son attitude protectrice et, surtout, d'une incapacité à « sortir des rails », demande parfois à l'alcool de mettre un peu de fantaisie dans son existence. C'est le cas le jour où Nancy et lui vont rechercher leurs enfants au camp de vacances Walla-Walla et, tout au long de la route qui y mène, Steve arrête leur voiture devant plusieurs bars. Mais bientôt une altercation s'élève entre lui et sa femme qui décide de rejoindre leurs enfants par le bus.
Steve dispose donc d'une nuit de liberté qu'il passe à boire. En sortant d'un bar, il trouve dans sa voiture Sid Halligan, un détenu en rupture de ban. Heureux de rencontrer en ce dernier « un autre lui-même qui n'aurait pas été lâche » et fier d'agir virilement, il aide le repris de justice à échapper à la police. Mais, peu après, un nouvel excès d'alcool lui fait perdre totalement conscience. 
Lorsqu'il revient à lui, il s'aperçoit qu'il est seul, qu'on l'a dépouillé de son portefeuille et, dans une cafétéria, les journaux lui apprennent qu'une femme a été attaquée par un malfaiteur. C'est Nancy qui, violée, est sous le coup d'un choc psychique. Steve apprend de surcroît que l'agresseur n'est autre que Sid. 
À l'hôpital, Steve et Nancy se redécouvrent et s'apprêtent à entamer une vie placée sous le signe d'une compréhension nouvelle et plus profonde. Confrontés à Sid Halligan, c'est sans haine que, apaisés l'un et l'autre, ils reverront le coupable.

## Aspects particuliers du roman
Récit d’une crise d’alcoolisme vécue par le héros. Elle débouchera sur un drame qui aura pour conséquence inattendue de permettre à un homme de retrouver sa personnalité en le rapprochant de sa femme.

## Fiche signalétique de l'ouvrage

### Cadre spatio-temporel

#### Espace
Routes entre New York et un camp de vacances dans le Maine. Haywarth.

#### Temps
Époque contemporaine.

### Les personnages

#### Personnage principal
Steve (Stephan Walter Hogan), Américain. Employé à la World Travellers. Marié, deux enfants. 32 ans

#### Autres personnages
- Nancy, épouse de Steve, attachée à la direction d’une agence de publicité, 34 ans.

- Sid Halligan, évadé du pénitencier de Sing-Sing, 32 ans.

## Éditions
- Édition originale : Presses de la Cité, 1953
- Tout Simenon, tome 6, Omnibus, 2002  (ISBN 978-2-258-06047-0)
- Livre de Poche n° 14316, 2005  (ISBN 978-2-253-14316-1)
- Romans durs, tome 9, Omnibus, 2013  (ISBN 978-2-258-09396-6)
- Romans durs, tome 9, Omnibus, 2023  (ISBN 978-2-258-20266-5)

## Adaptations

### Au cinéma
- 2004 : Feux rouges, film français réalisé par Cédric Kahn, avec Jean-Pierre Darroussin (Antoine) et Carole Bouquet (Hélène).

### À la télévision
- 1983 : Reifenwechsel, téléfilm allemand réalisé par Wolfgang Storch, adaptation du roman Feux rouges de Simenon, avec Wolfgang Bathke (Murray), Ronald Hitschke (Halligan) et Monika Schwartz (Nancy).

## Source
- Maurice Piron, Michel Lemoine, L'Univers de Simenon, guide des romans et nouvelles (1931-1972) de Georges Simenon, Presses de la Cité, 1983, p. 174-175  (ISBN 978-2-258-01152-6)